# Erik Palmén

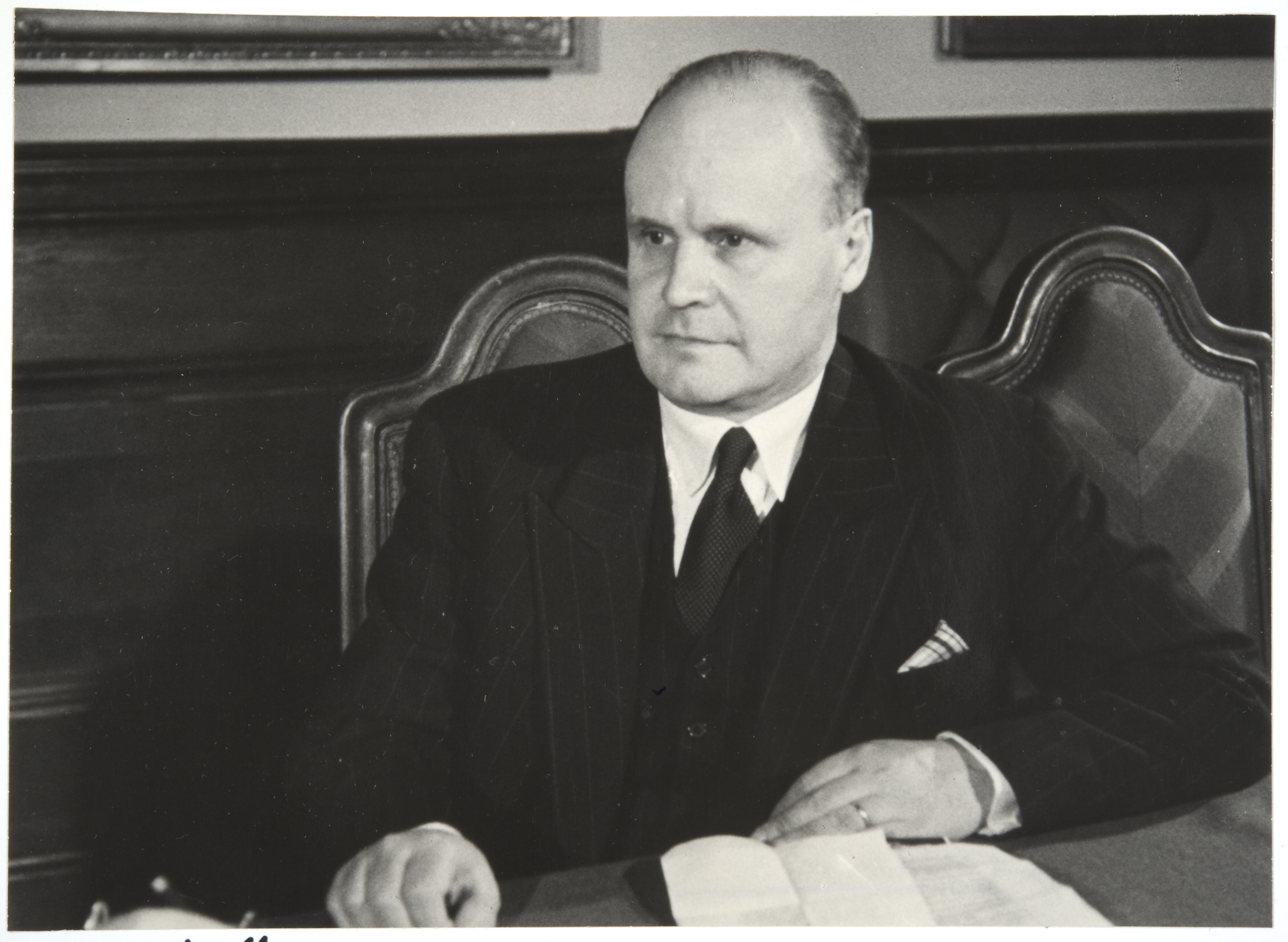
Erik Palmén in den frühen 1940er Jahren

Erik Herbert Palmén (* 31. August 1898 in Vaasa; † 19. März 1985 in Helsinki) war ein finnischer Meteorologe und Geophysiker. Er trug zur Erklärung der Dynamik des Jetstreams und zur Analyse der von Radiosonden gesammelten Daten bei.

## Leben
Erik Palmén wurde 1898 im westfinnischen Vaasa geboren und studierte an der Universität Helsinki, wo er 1927 promovierte. Carl-Gustaf Rossby brachte ihn zur University of Chicago. Dort erforschte er Zykline und Wetterfronten. Später wurde er Professor an der Universität Helsinki.
1948 wurde Erik Palmén der Ehrentitel des Akademikers verliehen. Er war Mitglied der Finnischen Akademie der Wissenschaften und wurde 1959 Mitglied der Deutschen Akademie der Naturforscher Leopoldina. 1969 erhielt er die höchste Auszeichnung der Weltorganisation für Meteorologie.
Erik Palmén starb 1985 in Helsinki im Alter von 86 Jahren.

## Auszeichnungen (Auswahl)
- 1948: Akademiker
- 1957: Symons Gold Medal
- 1960: Carl-Gustaf Rossby Research Medal (zusammen mit Jacob Bjerknes)
- 1963: Buys-Ballot-Medaille
- 1969: International Meteorological Organization Prize

### Nachschlagewerke
- Erik Herbert Palmén. In: Store norske leksikon. 2. September 2020, abgerufen am 22. Dezember 2022 (norwegisch).
- Palmén, Erik. In: Uppslagsverket Finland. 4. Mai 2009, abgerufen am 22. Dezember 2022 (schwedisch).